# Jacob Hutter
Pour les articles homonymes, voir Hutter.
Jakob Hutter (ou Huter ou encore Hueter), né à Moos/Palù, vers 1500, hameau à proximité de Sankt Lorenzen non loin de Bruneck dans le Pustertal (Tyrol du sud) et mort le 25 février 1536 à Innsbruck, est le chef et l'organisateur des anabaptistes du Tyrol du sud. Il a donné son nom aux huttérites.

## Biographie
Hutter apprend la chapellerie à Braies puis voyage. C'est probablement à Klagenfurt qu'il découvre l'anabaptisme. À son retour dans le Pustertal, il fonde une petite communauté. C'est en 1529 que la répression des anabaptistes s'étend au Tyrol. Quelques-uns décident d'émigrer par petits groupes en Moravie, Hutter cependant reste.
Hutter prend la clandestinité, échappant ainsi à l'emprisonnement. En 1527, l'archiduc Ferdinand Ier d'Autriche interdit « l'enseignement de sectes iconoclastes ».
Hutter part alors en 1533 pour la Moravie, alors que la persécution des anabaptistes du Tyrol atteint son point culminant. Beaucoup d'anabaptistes du Palatinat, de Souabe et de Silésie émigrent aussi en Moravie. Hutter réussit à y préserver les communautés anabaptistes des divisions, et c'est là que l'anabaptisme atteint son apogée, réalisant la communauté des biens. En 1535, le Landtag de Moravie décide l'expulsion de tous les anabaptistes de Moravie. Ceux-ci se dispersent alors dans les pays voisins. 
Hutter retourne au Tyrol. Il est arrêté à  Klausen le 30 novembre 1535 puis emprisonné à la forteresse épiscopale de Branzoll.  Le 9 décembre, Hutter est transféré à Innsbruck pour être interrogé afin qu'il se renie. Soumis à la question, Hutter reste silencieux. Il est finalement condamné à être brûlé vif et meurt le 25 février 1536 sur le bûcher devant le Petit toit d'or à Innsbruck. Environ 360 anabaptistes auraient été ainsi condamnés au Tyrol.

## Souvenir et réconciliation
À Innsbruck, le Hutterweg (chemin Hutter) ainsi qu'une plaque commémorative fixée au Petit toit d'or rappellent le souvenir de Jakob Hutter. Depuis 1992, l’ Association pour le Service autrichien à l’étranger a son siège dans le Hutterweg.
En 2006 et 2007, un groupe de travail s'est réuni à Innsbruck, qui s'est efforcé de montrer des signes de réconciliation avec les huttérites. Il est composé de représentants des Églises évangélique et catholique, du mouvement Pax Christi et de la Communauté de travail des communautés évangéliques. Le 25 février 2007, a eu lieu une cérémonie du souvenir au Petit toit d'or, ainsi qu'un service religieux commun dans l'ancien hôtel de ville d'Innsbruck. À l'invitation du groupe de travail, trois couples huttérites se sont rendus au Tyrol.

## Filmographie
- (de) Jakob Hutter et les huttérites, martyrs de la foi, film documentaire autrichien, 82 minutes 2004, réalisation : Thomas F. J. Lederer, producteur: Louis Holzer, Taura Film